# روبرت تومسون
روبرت تومسون (بالإنجليزية: Robert Thompson)‏ (1 يناير 1890 - ) هو لاعب كرة قدم بريطاني (وحمل سابقاً جنسية المملكة المتحدة لبريطانيا العظمى وأيرلندا) في مركز الهجوم. لعب مع ليدز يونايتد ونادي بوري ونادي ترانمير روفرز لكرة القدم ونادي لوتون تاون.